# Đorđo Sladoje
Đorđo Sladoje (Klinja kod Uloga, okolina Kalinovika, Hercegovina, 1954.), srpski pjesnik iz BiH.
Gimnaziju je završio u Sečnju, a studij sociologije u Sarajevu. Do 1992. godine živio je u Sarajevu, a sada živi u Novom Sadu. Član je Udruženja književnika Republike Srpske i Društva književnika Vojvodine. Radi u Kulturnom centru Novog Sada kao urednik književnog programa i glavni urednik časopisa "Trag".
Jedan je od najistrajnijih glasova stražilovskog pravca u srpskom pjesništvu. Njegovo se stvarateljstvo kreće u tematsko-motivskom rasponu od ruralnog zavičajnog svijeta, sa svom florom i faunom, do urbanih tema i tema nasilja povijesti nad pojedincem. Zagovornik je stava da lirske pjesme nema bez emocije, a težnja mu je maksimalno osnažiti u pjesmi intenzitet najčistijeg i najintenzivnijeg doživljaja svijeta, t.j. dječjeg doživljaja. Glas Sladojevog lirskog subjekta ide u rasponu od skrušenog monaškog glasa do satiričnog tumača izvrnute zbilje.
Sladojev poetski svijet izgrađen je na krhotinama patrijarhalne kulture, osobnom i kolektivnom iskustvu. On je jedan od najboljih tumača onoga što nas je snašlo zdes i dnes, a uzrok zlom usudu vidi u izočnosti Krista. Riječ je i o nepatvorenom pjesničkom glasu koji vezanim stihom postavlja bitna pitanja o razlogu i smislu bivstvovanja.
Dobitnik je brojnih nagrada: Lista "Mladost", "Grad pisaca" - Herceg Novi, "Zmajeve", "Nagrada Branko Ćopić", "Nagrada Risto Ratković", "Pjesnik - svjedok vremena", BIGZ-ove nagrade, "Kočićevog pera", "Kondira Kosovke devojke", "Pečata varoši sremskokarlovačke" i "Krune despota Stefana Lazarevića", "Skender Kulenović", "Jovan Dučić", "Aleksa Šantić", "Matijević", "Jelena Balšić", "Laza Kostić", "Žička hrisovulja", "Duško Trifunović"...

## Djela
Objavio je sljedeće knjige pjesama:
- "Dnevnik nesanice" (1976.)
- "Veliki post" (1984.)
- "Svakodnevni utornik" (1989.)
- "Trepetnik" (1992.)
- "Plač Svetog Save" (1995.)
- "Petozarni mučenici" (1998)
- "Daleko je Hilandar" (2000.)
- "Ogledalce srpsko" (2003.)
- "Mala vaskrsenja"  (2006.)
- "Manastirski baštovan" (2008,2009)
- "Zlatne olupine" (2012.)

i knjige izabranih pjesama:
- "Dani lijevljani" (1996.)
- "Čuvarkuća" (1999.)
- "Duša sa sedam kora" (2003.)
- "Pogled u avliju" (2006.)
- "Gorska služba"  (2010.)
- "Zemlja i reči"  (2011.)

i knjiga izabranih pjesama u Moskvi na ruskom jeziku:
- "Privikavanje na budućnost" (2007.) (priredio Andrej Bazilevski)